# فلیچه ایواکو
فلیچه ایواکو (انگلیسی: Felice Evacuo؛ زادهٔ ۲۳ اوت ۱۹۸۲) بازیکن فوتبال اهل ایتالیا است.
از باشگاه‌هایی که در آن بازی کرده‌است می‌توان به باشگاه فوتبال اسپتزیا، باشگاه ورزشی لاتزیو، باشگاه فوتبال فیورنتینا، باشگاه فوتبال آلساندریا، باشگاه فوتبال پارما، باشگاه فوتبال فروزینونه، باشگاه فوتبال بنونتو، باشگاه فوتبال آولینو، و باشگاه فوتبال نووارا اشاره کرد.
وی همچنین در تیم ملی فوتبال زیر ۲۰ سال ایتالیا بازی کرده‌است.